# 꼬리 없는 짐승들의 눈빛
《꼬리 없는 짐승들의 눈빛》은 조선민주주의인민공화국 수용소 출신인 이순옥의 경험을 바탕의 내용으로 1999년에 제작된 책이다. 제목은 그녀와 다른 수감자들이 마치 꼬리가 없는 동물처럼 대우받았다는 저자의 견해를 반영해 지어졌자.

## 같이 보기
- 조선민주주의인민공화국의 인권